# 自由亚洲电台
自由亚洲电台（英語：Radio Free Asia）成立于1996年，是一家由美国国际媒体署资助的私营非营利性新闻机构。
自由亚洲电台自述其非美国政府机构，其员工也不是美国政府的雇员。根據美國《国际广播法》，自由亞洲電台的目的是「推广资讯与思想、推动实现美国外交政策目标」。
自由亚洲电台以英语及普通话、藏语、粤语、维吾尔语、缅甸语、越南语、老挝语、高棉语和朝鲜语等九种亚洲语言向中国大陆、香港、朝鲜、老挝、柬埔寨、越南和缅甸的受众发布内容。自由亚洲电台旗下设有针对中文年轻群体的新媒体平台歪脑。
2025年3月15日，时任美国总统唐納·川普签署有关要求削减美国国际媒体署的行政命令，随后美国国际媒体署宣布正式终止对自由亚洲电台和旗下合作媒体网络的联邦资助。目前电台维持有限度运作。

## 历史

### 前身

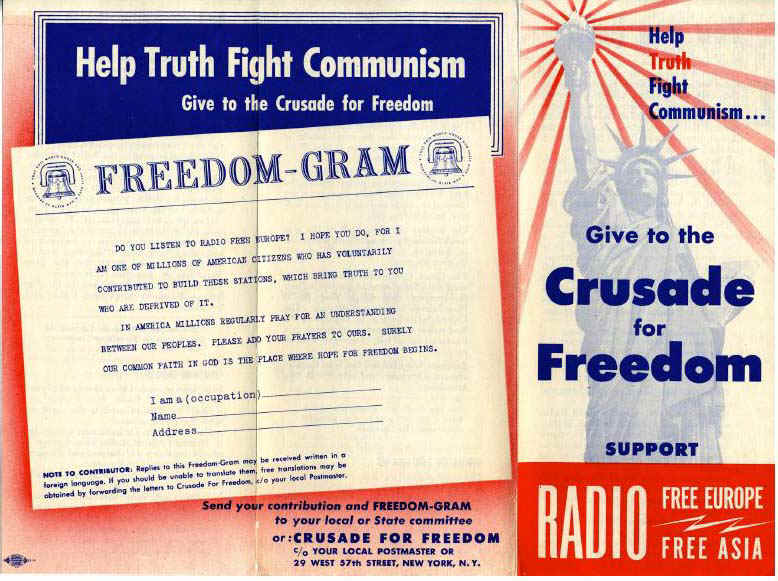
美国自由十字军运动期间的宣传广告，呼吁美国民众支持自由欧洲电台和旧自由亚洲电台反共宣传。

早在冷战期间，美国就成立了一家名叫“自由亚洲电台”的广播电台。1951年，美国中央情报局创建了自由亚洲委员会（Committee for Free Asia），总部设在美国旧金山，同时开播了自由亚洲电台。
当时自由亚洲电台通过在菲律宾马尼拉、巴基斯坦达卡（今属孟加拉国）和卡拉奇的转播站对中国大陆及东南亚进行广播，同时在日本东京设有办公机构。除新聞、音樂外的節目主要是反對共產黨的宣傳。
自由亚洲电台开播后，中央情报局才意识到中国大陆少有私人的无线电接收机，于是制定了紧急计划，用空飘气球将调至自由亚洲电台频率的小型收音机从台湾投放到中国大陆。该计划因气球会被风吹回台湾而被放弃。这个“自由亚洲电台”于1955年停播。

### 重建
苏联解体和中华人民共和国1989年天安門事件后，美國人對建立政府廣播組織的興趣越來越大。时任参议员乔·拜登认为，中华人民共和国是一個「殘酷的體制」，進而提出立法建議，尋求成立一個由聯邦政府資助、仿效自由欧洲电台的新聞网络。後來，這成為了比爾·克林頓在1992年美国總統選舉期間的政策綱領之一，并称“中国有朝一日也会步前苏联和东欧的后尘”。
1991年10月，美国参议院外交委员会提出并通过“设立一个专门对中国大陆广播电台”的提案，并决定成立一个专门委员会研究这项提案的可行性。1992年8月，该委员会向美国国会和总统提交了设立“自由中国电台”的可行性报告，并获批准。其后，美国政府考虑到“自由中国电台”名称对中国刺激太大，故未采用此名称。该台除主要针对中国大陆外，还兼及东北亚和东南亚的部分其它国家。
1994年1月27日，美國國會通過了《國際廣播法》，並由比爾·克林頓總統簽署，并拨款3000万美元正式成立自由亞洲電台。1994年2月25日，美国参议院正式投票通过法案，决定成立新的“自由亚洲电台”，并向自由亚洲电台拨款3000万美元。
新的自由亚洲电台于1996年3月正式成立，同年9月29日开播。依据相关法案，自由亚洲电台由美国国会拨款，并由美国新闻署管理（美新署撤消后改由广播理事会管理）。根據該法案，國會聲明要為缺乏充足自由資訊来源的中华人民共和国和亚洲其他国家的人民創辦新的廣播服務——自由亚洲电台，推廣資訊與思想、推動實現美國外交政策目標。

### 发展
2017年12月23日，美國總統巴拉克·奥巴马在2016年12月23日簽署的《2017年度美國國防授權方案》后，改由美國總統任命的首席执行官負責管理原有美国广播理事会管理的各种传媒机构，包括自由亚洲电台。
2020年初，自由亚洲电台创建针对中文年轻群体的数字新媒体平台歪脑 WHYNOT（内部称Global Mandarin）。该网站获得了美国在线新闻协会2021年度在线新闻奖（OJA）之最佳专题奖。
2022年1月27日，電台宣佈Carolyn Bartholomew當選董事會主席，同時公佈電台新設計的标志與重新設計的主頁。
2024年3月初，有香港媒體報導，自由亞洲電台將關閉其香港辦事處。23日，香港維護國家安全條例刊憲生效。29日，自由亞洲電台宣佈因擔憂觸犯23條關閉香港辦事處，但仍將保留在香港政府的媒體登記。該公告指出：“香港官方的行動，包括把RFA視作‘外國勢力’，令人嚴重質疑，我們在‘23條’相關法律生效後還能否在香港安全地運作。” 香港政府表示不會評論個別機構的營運決定，但稱強烈不滿及譴責所有危言聳聽及抹黑《維護國家安全條例》的失實言論。
2025年3月14日，美国国际媒体署特别顾问卡丽·莱克在社交媒体X上发帖，认为美国国际媒体署不应该付钱给外部新闻公司来告诉公众新闻是什么，同时认为美国国际媒体署拥有近10亿美元的预算，应该自己制作新闻。如果这不可能，美国纳税人应该要求知道原因。3月15日，时任美国总统唐納·川普签署有关要求削减美国国际媒体署的行政命令，随后自由亚洲电台收到了美国国际媒体署正式终止对其合作媒体网络的联邦资助的通知。随后，自由亚洲电台发表声明说美国政府终止对自由亚洲电台的资助，是相当于奖励了独裁者和专制政权。另据德国之声援引美国Politico的报道，埃隆·马斯克率领的政府效率部对自由亚洲电台实施了为期30天的资金冻结，目的旨在永久停止美国政府对其资助。
2025年3月15日，就相關行政命令，數百名美國之音、自由亞洲電台、自由歐洲電台等廣播電台工作人員收到公司電郵，稱他們被禁止進入辦公室，且必須上交記者證、辦公室發放的設備等，公司進入停擺。自由亞洲電台台長方貝（Bay Fang）隨後發表聲明將挑戰這一決議。聲明指出，「今日的決定不僅剝奪了每周近6000萬名依賴自由亞洲電台來獲取資訊的聽眾與讀者的知情權，也是在犧牲美國自身利益的情況下，讓我們的對手從中獲益。」
2025年4月4日，自由亚洲电台宣布，由于广播传输设施削减，将停止汉语普通话、藏语及老挝语短波广播；尚未停播的维吾尔语、缅甸语、韩语和高棉语节目，广播时间也缩短到每个语种每天1至2个小时。在此之前，由于经费中断，自由亚洲电台所属的中文平台“歪脑”以及东南亚新闻网站“BenarNews”已先后宣布暂停运作。
2025年5月2日，自由亚洲电台宣布，老挝语服务本周已关闭，藏语、维吾尔语、缅甸语、英语服务及亚洲事实查核实验室（Asia Fact Check Lab）将在本月底前关闭，不再制作或发布新内容，大部分已被安排无薪假的员工和外包员工将被解雇。普通话、粤语、高棉语越南语以及韩语服务暂时保留。
2025年6月30日，自由亚洲电台粤语组宣布停止运作。

## 使命
自由亚洲电台的职能，如22 U.S.C. §6208所列，包括“提供有关亚洲及其他地区事件的准确及时的信息、新闻和评论，以及成为来自人民未充分享有言论自由的亚洲国家内部各种观点和声音的论坛。”
此外，授权成立自由亚洲电台的1994年美国《国际广播法》（美国公共法第三章Tooltip 103–236）包含以下段落：“继续现有的美国国际广播，并向缺乏足够自由信息和思想来源的中华人民共和国和其他亚洲国家的人民，建立新的广播服务，加强信息和思想的推广，同时推进美国外交政策的目标。”
自由亚洲电台在其网站上的使命宣言如下：
自由亚洲电台根据美国国会的授权运作，向中国、西藏、朝鲜、越南、柬埔寨、老挝、缅甸和亚洲其他媒体环境较差、言论自由保护很少或根本没有的地区，提供未经审查的国内新闻和信息。

## 播送
自由亚洲电台称其宗旨是“向其国内缺乏正常获取信息途径和缺乏全面平衡报道的亚洲国家听众广播新闻及相关信息，通过广播及热线节目弥补这些亚洲人民生活中缺少听见的批评声音。”国际媒体如《纽约时报》、英国广播公司有时也会引述自由亚洲电台的报道。

### 广播频率
| 自由亚洲电台各语言广播开播日期及广播时间 | 自由亚洲电台各语言广播开播日期及广播时间 | 自由亚洲电台各语言广播开播日期及广播时间 |
| 语种                                     | 开播时间                                 | 每天 广播时长                            |
| ---------------------------------------- | ---------------------------------------- | ---------------------------------------- |
| 缅甸语                                   | 1997年, 2月                              | 2小时，每天                              |
| 韩语（北韩）                             | 1997年, 3月                              | 1小时，每天                              |
| 高棉语（柬埔寨）                         | 1997年, 9月                              | 1小时，每天                              |
| 维吾尔语                                 | 1998年, 12月                             | 2小时，每天                              |

自由亚洲电台以9种语言，通过短波、卫星和互联网广播。首次播出使用的是華语普通话，華语普通话广播曾是該台最精心制作的节目，鼎盛時一天广播12小时，除正常播出时间之外，部分节目由希望之声国际广播电台转播。目前已停止播音。
另外还提供藏语、维吾尔语、缅甸语（向緬甸）、越南语（向越南）、老挝语（向寮國）、高棉语（向柬埔寨）、朝鲜语（向朝鲜）广播服务。粤语广播已经于2024年7月8日终止广播。

### 电视节目
除音频广播外，自由亚洲电台通过卫星和网络播出电视节目，汉语普通话和藏语卫星电视节目通过美国之音VOA卫视播出。自由亚洲电台由美国国会资助于1996年开播，并以私营身份出现，实际上隶属于美国国际广播局（IBB），并受它的控制。这一授意来自美国官方广播事务委员会，一个由有美国总统任命、并且朝野两党都支持的官方机构。

## 评价

### 美国
美国国务卿蓬佩奥于2021年1月13日在美国之音讲话时说：“世界上唯一的维吾尔语新闻服务是由自由亚洲电台提供的……你们讲述了中共在新疆对自己人民施加暴行的真相。这种暴行是这个世纪的污点。尽管中将至少六名自由亚洲电视台记者的亲属关进了新疆的拘押营，并且继续威胁你们和你们的加入，你们还是这样做了。这仅仅是因为你们尽了自己的职责。你们的工作需要勇气。”

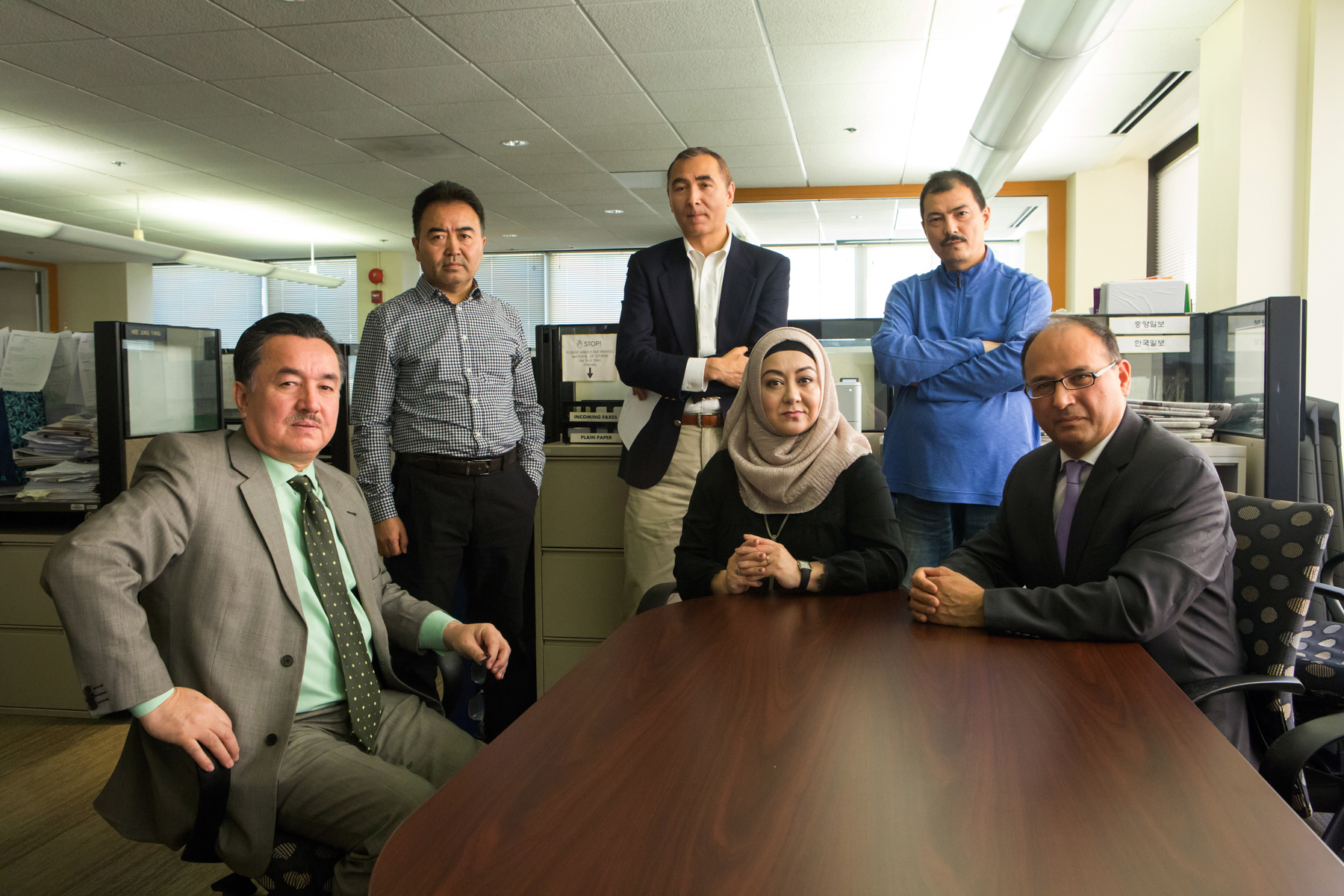
自由亚洲电台的六名维吾尔族记者（2018年）

自由亚洲电台是中国以外唯一以维吾尔语广播的电台。《经济学人》报道说，在揭露被其称为新疆再教育营的方面，自由亚洲电台发挥了至关重要的作用。美国研究新疆的学者米华健认为，在新疆這樣信息控制嚴重的地區，自由亞洲電台多年來仍在堅持提供準確詳細的當地報道，值得稱讚。《纽约时报》記者傅才德（Michael Forsythe）认为，自由亚洲电台是关于新疆的少数几个可靠的消息来源之一。
曾担任克林顿政府的美国国务院副助理国务卿副手的凯瑟琳·达尔皮诺（Catharin Dalpino）称，他认为自由亚洲电台是“在浪费钱”，因为“自由亚洲电台严重依赖流亡中的异议人士”。
2025年3月14日，美国国际媒体署特别顾问卡丽·莱克在社交媒体X上发帖，认为美国国际媒体署不应该付钱给外部新闻公司来告诉公众新闻是什么，同时认为美国国际媒体署拥有近10亿美元的预算，应该自己制作新闻。如果这不可能，美国纳税人应该要求知道原因。3月15日，时任美国总统唐納·川普将美国国际媒体署列为“总统认定的不必要联邦官僚机构的组成元素”，并停止资助旗下所有媒体机构，在法律允许范围内裁减媒体署的雇员，以减少不必要的开支，提升政府效率为由，签署有关要求削减美国国际媒体署的行政命令，随后自由亚洲电台收到了美国国际媒体署正式终止对其合作媒体网络的联邦资助的通知。随后，自由亚洲电台发表声明说美国政府终止对自由亚洲电台的资助，是相当于奖励了独裁者和专制政权。另据德国之声援引美国Politico的报道，埃隆·马斯克率领的美国政府效率部对自由亚洲电台实施了为期30天的资金冻结，目的旨在永久停止美国政府对其资助。

### 中华人民共和国
中華人民共和國政府对自由亚洲电台一直持负面评价，认为该台是与其敌对的势力向中国大陸人民进行政治宣传的工具。
2008年5月26日，人民网轉載《环球时报》評論《为“藏独”分子大做宣传 “自由亚洲电台”受人厌恶》，評論中以2008年3月14日中華人民共和國政府驱散西藏骚乱事件为主题，称自由亚洲电台在东北亚和东南亚国家播放卻“普遍遭到这些国家政府的反感”，并谴责该电台为西藏流亡政府散布谣言。評論引述《华尔街日报》2008年4月29日报道称，有关西藏骚乱事件最早的报道便是来自自由亚洲电台，尽管该台在西藏没有记者。評論还称，自由亚洲电台的对中国广播充斥反华内容，主要是中国的负面新闻。
2014年《环球时报》的一篇报道《自由亚洲电台勾结东突内幕 煽动“仇汉”思想》指责，自由亚洲电台维吾尔语广播“宣扬‘仇汉’和‘疆独’思想”、煽动暴力。2021年，中國駐葡萄牙大使館轉載了《中国日报》的一篇文章《涉疆谎言是如何产生的？》，該文指控自由亚洲电台與美國共同製作了涉疆的谎言，又指該台多位主持人背景有疑點。
《中国日报网》指，美國《2021年战略竞争法案》投入資金資助自由亚洲电台，是干预舆论、拿钱买通媒体。同時也批評，自由亚洲电台是双标，只站在美方立場，經常偏頗報導。
2021年9月，《环球时报》发表文章称，自由亚洲电台旗下网站《歪脑》是美国人“毒害”中国年轻人的糖衣炮弹，复旦大学教授沈逸认为，《歪脑》试图把年轻人的思路带歪，培养有“反骨”的“废青”一代。

#### 香港
2023年5月，香港醫務衞生局局長盧寵茂在立法會回應一議員就中國大陸和香港之間的器官移植查詢時，指社會應「識穿（破）少數人喺（在）今次議題上做謠作假」，其後更半點名批評《大紀元》及《自由亞洲電台》（原講法是「大乜乜」和「自由乜乜」，乜在粵語解作什麼）有文章是「假資訊」及抺黑國家器官移植。
2024年2月，香港保安局局長鄧炳強在出席民建聯23條立法講解會後接受訪問，當場批評自由亞洲電台引述「錯誤」評論，稱23條立法的罪行針對傳媒。現場記者質問鄧炳強是否不允許傳媒訪問意見反對者，鄧炳強表示會慢慢研究，但是對於「誤導香港市民，恐嚇香港市民」的報導，他必須作出反駁。之後又有記者在香港立法會23條立法前廳交流會後問鄧炳強，自由亞洲電台的工作是否已涉及境外干預或間諜罪，鄧炳強表示要每宗個案「逐個去睇」，不能一概而論，但必須要反駁對方的錯誤訊息。

### 柬埔寨
2012年10月，柬埔寨匿名消息人士表示，美國之音及自由亚洲电台的代表被柬埔寨政府召集参加一个闭门会议，与会的一名官员认为，兩台偏向該國的反对党，又宣扬美国外交政策，是「叛乱和敌对电台」。主持该会议的柬埔寨政府发言人Phay Siphan拒绝透露细节，但表示他们要求两台进行负责任的报导，“新闻自由意味着准确、不偏不倚和专业”。

## 封锁
为应对一部份国家政府实施的广播干扰和互联网封锁，自由亚洲电台网站上有如何制作抗干扰天线以及介绍代理服务器方面知识的相关内容。

### 中华人民共和国
自从自由亚洲电台1996年开始播放中文广播起，中华人民共和国政府一直没有间断过对其对华广播（普通话、粤语、藏语、维吾尔语）的干扰。
1998年6月，三名自由亚洲电台的记者被拒绝进入中国大陆报道美国总统克林顿的访华行程。起初，中華人民共和國驻美国大使馆已经对三人发放了签证；但是不久之后，在克林顿离开华盛顿前往中国之前撤销了对他们的签证。美国白宫和国务院都针对此向中国大陸当局提交抗议，但这三名记者最终还是没能到中国进行采访。
自由亚洲电台对中华人民共和国的态度持有异议，如指控其限制国民对该电台新闻的访问权利。根据自由亚洲电台自己的报道：“新疆网民孟俊涛在2017年1月8日凌晨於乌鲁木齐市，因為用手机以“SuperVPN”翻墙方式访问自由亚洲电台等境外「反動」网站，在同年2月18日被乌鲁木齐市沙依巴克区公安分局处以行政拘留15天的处罚。”根据《纽约时报》以及《华盛顿邮报》报道，从2014年开始，至少有四位维吾尔族自由亚洲电台记者的亲属遭中国政府拘留。

### 越南
自由亚洲电台的越南语广播自从一开播就被越南政府干扰；已获得美国国会通过的《越南人权法案》提出将拨出资金，以应对干扰。一项由开放网络促进会（ONI）主持的研究显示，自由亚洲电台越南语网站被该组织所监测的两个越南网络服务供应商（ISP）所封锁，而它的英文网页只被其中之一所封锁。

### 柬埔寨
1997年9月，自由亚洲电台在柬埔寨开办分社。2017年9月12日，自由亚洲电台总裁刘仙（Libby Liu）宣佈，鉴于柬埔寨洪森政权在该国2018年大选前对独立媒体的打压，自由亚洲电台决定关闭柬埔寨分社。

## 争议
2012年11月初，自由亚洲电台藏语部主任阿沛·晋美突遭解雇。据称，阿沛·晋美遭自由亚洲电台解雇的原因是其允许藏语部表达“反对西藏流亡政府”的看法，加上阿沛·晋美对第十四世达赖喇嘛“不尊重”而招致西藏流亡政府不满；自由亚洲电台因此受到压力，将阿沛·晋美解职。尽管西藏流亡政府和自由亚洲电台对此表示否认，但此次事件仍受到多方质疑，自由亚洲电台常年顾问莫拉·莫伊尼汉（Maura Moynihan）称此为“丑闻”，藏人作家安乐业称此为“闹剧”，美国藏学家史伯岭（Elliot Sperling）说“有若干方面断言，流亡政府领导人对RFA施加压力的政治密谋，是阿沛·晋美被解职的主要原因”
2017年11月7日，中華民國空軍上尉何子雨駕駛的空軍編號2040幻象2000-5EI戰機在訓練時突然失踪。8日，中華民國國防部召開記者會說明情況，自由亞洲電台記者提問何子雨是否可能“投共”，這一說法被台湾部分人士認為是懷疑中華民國國軍將士忠誠度。9日，國防部部長馮世寬在立法院接受質詢時爆出“他媽的”粗口，並下令「下次我們任何軍事會議，不能邀請他」。
2020年5月10日，自由亚洲电台发表题为《中国边检加强盘查出入境国人 有留学生被剪护照》的新闻，其中引述了Reddit用户“LETSGOBRANDON8888”所述的护照被中国边检剪护照的事情；但该用户随后被爆出其所附图是盗图自他人。该新闻引发了中国大陆媒体的批判，称该新闻所述的事实与情况不符。
2024年3月20日，自由亞洲電台發表題為《朝鮮在中國實施的強迫勞動計劃：虐待、性侵、工資被政府拿走》的報道，所用圖片為「2023年3月，一群朝鮮婦女在中國丹東的街頭，由一名政府監管人員監督。在中國使用這些勞工違反了聯合國的制裁。」但經港媒《大公报》核查，圖片是凤凰卫视於2011年12月28日刊登的題為《遼寧丹東朝鮮人自發組織弔唁金正日》的報道中的配圖。
2025年1月28日，部分人士在倫敦集會抗議英政府擬同意中方建設新大使館。RFA英文頻道稱抗議者「達數千」，中文頻道則引述組織者單方面數據稱「有4000人」。然而同由美國聯邦政府资助的美国之音英文頻道標題中人數僅有「Hundreds」。

## 有关书籍
- Tom Engelhardt, The End of Victory Culture. Cold War America and the Disillusioning of a Generation (University of Massachusetts Press 1998); ISBN 1-55849-133-3.
- Helen Laville, Hugh Wilford: The US Government, Citizen Groups And the Cold War. The State-Private Network (Routledge 1996); ISBN 0-415-35608-3.
- Daya Kishan Thussu, International Communication. Continuity and Change (Arnold 2000); ISBN 0-340-74130-9.